# 陕西历史博物馆秦汉馆
陕西历史博物馆秦汉馆，简称陕历博秦汉馆，曾计划用名咸阳博物院、秦咸阳博物院、秦文化博物院，位于陕西省西咸新区秦汉新城窑店街道的一座博物馆，与秦咸阳城考古遗址公园、秦文明广场组成大秦文明园。该馆最初是作为咸阳博物馆的新馆开建的，馆址原属咸阳市，但因建设过程中馆址所在的西咸新区被划归西安市代管，新馆归属成为问题，建成后迟迟未能布展开放。2022年，该馆被移交给陕西历史博物馆，成为陕历博的一座分馆，称“陕西历史博物馆秦汉馆”，2024年5月18日正式开放。

## 历史

### 地属西安前
咸阳博物馆开馆于1962年，位于咸阳市中山街明代文庙旧址内，馆内面积、空间有限，不利于博物馆展陈，自1990年代起就有选址另建新馆的动议，但其后三度选址均无果而终。2009年3月26日，咸阳市市长庄长兴在咸阳市第六届人民代表大会第一次会议上代表市政府向大会作工作报告，开工建设咸阳博物院被列为2009年政府主要工作任务内容。至2012年6月，咸阳博物院项目已经完成附着物兑付工作。2012年6月25日，张锦秋带领设计团队到秦汉新城就咸阳博物院内部装修设计方案进行汇报。
2012年11月22日，咸阳博物院项目借助西咸新区大开发，在秦汉新城窑店镇秦遗址塬下破土动工，该项目以秦咸阳宫遗址保护和大秦文化展示为主旨，包括秦咸阳宫遗址考古公园、咸阳博物院、秦文化体验服务区等，咸阳博物院计划占地410亩，建筑面积3万平方米，总投资约8亿人民幣。新馆建设由秦汉新城管理委员会主管，计划建成后将使用权交付咸阳市人民政府，其中包括院内绿化、美化、公共部分装修、安防、技防等在内的主体建设由秦汉新城管委会具体负责完成；而内部陈列、文物库房、职工办公环境建设则计划由咸阳博物院具体负责完成。
2012年12月30日下午，咸阳博物院正式开始地基开挖。根据2014年招商项目介绍，咸阳博物院位于秦汉新城渭北综合商务区秦文化园内，占地面积409亩，建筑面积约3.7万平方米，由张锦秋主持设计，总体布局象征秦朝宫殿“象天法地”的浪漫主义规划思想，映射北斗七星的布局，建成后将是一座功能完善、技术先进且具有浓郁传统风格的现代建筑。至2014年7月，咸阳博物院7个单体项目中的4个项目主体框架已经封顶。博物院原定于2016年6月建筑完工，年底开馆，但因土地部分原有私人建筑拆除、项目资金等问题，到2015年3月主体工程仅完成80%左右，且进展缓慢。至2016年，咸阳博物院已经基本完工，占地485亩，总建筑39809平方米，计划设置秦文化馆、汉唐壁画馆、汉兵马俑馆、珍品馆和临展馆五个陈列厅，并设有图书阅览区、报告厅、4D电影院等设施。2016年，秦汉新城管理委员会咸阳博物院建设领导小组办公室向全国征集咸阳博物院LOGO设计。
2016年底，秦咸阳宫遗址博物馆2016年1月21日发给咸阳市渭城区文物旅游局的关于其辖区内文物违法建设项目情况的报告被媒体曝光。报告中指出在秦咸阳宫遗址建设控制地带在建的包括包括咸阳博物院新馆在内的27个项目均未履行文物审批手续，属违法建设。随后，西咸新区秦汉新城管委会回复称控制地带内的在建项目均已立即停工，将逐项核查相关手续，按规定处理。

### 地属西安后
2017年1月22日，西咸新区被全权交由西安市代管。2017年6月，陕西日报记者观察文章称咸阳博物院计划在年底完成新馆建设并搬迁。2017年11月，咸阳博物院就序厅展示设计施工进行公开招标。2017年12月1日，咸阳市市长卫华赴咸阳博物院建设工地调研，称咸阳将与秦汉新城携手推进咸阳博物院建设，以确保新馆在2018年底向大西安市民开放。根据媒体报道，咸阳博物院计划设置秦文化馆、汉唐壁画馆、汉兵马俑馆、珍品馆和临展馆五个陈列厅，并设置考古发掘、文物保护与修复、文化遗产管理、研究、展示等区域，以及图书阅览区、报告厅、4D电影院、咖啡茶座休憩区等文化服务消费空间和设施。并计划引入汉俑数字幻柜，用动态影像让文物“活起来”，还计划利用AR、VR等技术的使用，提升参观真实感、体验感、新颖性，增加观众与文物的互动性。鉴于很多观众被导航引导至新馆建设工地，咸阳博物院于2019年11月29日发布《关于正确导航至咸阳博物院参观的公告》，称导航仍沿用“咸阳博物馆”即可直达。根据2020年12月17日咸阳市文化和旅游局在咸阳市人民政府市长信箱的回复，咸阳方面仍称其为“咸阳博物院新馆”，并称其“已具备展览布展条件，待移交后由咸阳博物院布展”。在2020年12月22日咸阳市人民政府督查室在人民网领导留言板回复网友向咸阳市市长冷劲松提出的“咸阳博物馆新馆何时开放？”的问题时称“博物馆新馆建设与归属产生问题”，并称相关部门正在协调。
2020年4月，秦汉新城方面已不再将该馆称为“咸阳博物院”，而使用“秦咸阳博物院”一名。2020年4月，该馆的建筑和室外景观基本完成，具备布展条件。2020年6月，秦咸阳博物院“南苑”顺利通过竣工验收。2020年9月，博物院建筑、室外景观及室内公共区域装修施工均已完成，而布展相关工作则仍在协调。2020年11月，秦汉新城党委书记、管委会主任杨占文在接受媒体采访时表示该馆“展陈工作火热进行”。至2021年9月，秦汉新城方面再将博物馆名称改为“秦文化博物院”。至2022年2月，博物院已基本建成，而秦汉新城方面的展陈布展工作仍在推进。

### 移交陕历博
2022年8月10日，陕西省人民政府“西咸新区秦汉馆移交陕西历史博物馆”专题会议。8月11日，陕西省委组织部、省委编制委员会办公室等相关部门到西咸新区秦汉新城对陕西历史博物馆秦汉馆进行专题调研以研究解决馆区移交后机构编制工作问题，陕西省文物局、陕西历史博物馆和西咸新区的相关领导陪同。2022年9月22日，陕西省全省文物工作会议在西安召开。2022年9月29日，陕西省文物局召开会议传达全省文物工作会议精神，局长罗文利强调要加快推进陕西历史博物馆分馆移交工作。2022年9月30日，陕西历史博物馆召开会议传达学习全省文物工作会议精神，馆长侯宁彬要求加快推进秦汉馆的建设。
截至2022年9月底，陕西历史博物馆秦汉馆的景观绿化、4D影院、双阙及附属用房等主体建筑辅助配套工程已经完成验收，但主体建筑人防、绿建、节能、竣工规划条件核实（验收）及消防备案等专项验收仍在推进中，展陈设计、藏品展陈等工作也仍在进行中。秦汉馆展陈设计规划主要由陕历博策展团队负责，2023年1月14日，陕西历史博物馆秦汉馆展陈大纲专家研讨会在西咸新区秦汉新城举行，陕西历史博物馆、陕西省文物局、西咸新区党工委、秦汉新城党委、秦汉新城管委会、中国博物馆协会、中国国家博物馆等单位均有专家或代表参会。3月15日，陕西历史博物馆秦汉馆陈列大纲评审会召开，陈列大纲以“大历史小专题”为总体思路，由秦汉文明主题展、“城与陵”专题展、“技与美”专题展、临时展等板块组成。根据报道，秦汉馆计划2024年元旦前实现试开放，2024年5月18日正式开放。
2023年5月18日上午，“国际博物馆日”中国主会场年度活动在福建省福州市福建博物院举办，文化和旅游部副部长、国家文物局局长李群宣布在活动仪式上宣布2024年“国际博物馆日”中国主会场活动举办地为陕西省西安市陕西历史博物馆秦汉馆。
2023年12月19日，陕西历史博物馆秦汉馆试开放，开放区域为南门阙楼至三号楼展区。2024年5月18日，陕西历史博物馆秦汉馆正式面向公众开放。

## 建筑布局
陕西历史博物馆秦汉馆由建筑设计师张锦秋主持设计。展馆由七个单体建筑组成，它们按北斗七星形状排列，相互之间用架空的连廊相接，其中代表北斗七星中摇光、开阳、玉衡、天权、天玑五星的组成对称布局，位居主位的“玉衡”代表“秦”，其他六座则代表六国。
对应该館北斗星布局，秦咸陽宮被认为象徵紫微星，两者的遙相呼應有着暗示歷史文脈延續，以及現代和古代對話的含义。